# Kołtyniany (gmina w województwie wileńskim)
Kołtyniany (do 1929 Łyngmiany) – dawna gmina wiejska istniejąca do 1945 roku na obszarze woj. wileńskiego (obecnie na Litwie). Siedzibą gminy były Kołtyniany (Kaltanėnai).
Gmina Kołtyniany powstała 22 kwietnia 1929  w powiecie święciańskim w woj. wileńskim, w związku z przemianowaniem gminy Łyngmiany na Kołtyniany. Po wojnie obszar gminy Kołtyniany wszedł w struktury administracyjne Związku Radzieckiego.